# Złotów (Landgemeinde)
Die Gmina Złotów ist eine polnische Landgemeinde, die ihren Amtssitz in der Stadt Złotów hat, wobei die Stadt selbst nicht zum Gemeindegebiet gehört. Die Gemeinde ist dem Powiat Złotowski zugeordnet und gehört seit 1998 zur Woiwodschaft Großpolen, bis dahin zur Woiwodschaft Piła. Die Gemeinde umfasst eine Fläche von 292,5 km², was 17,61 % der Gesamtfläche des Powiat Złotowski entspricht und hat 9000 Einwohner.

## Geographie
Die Gemeinde umgibt die Stadt Złotów gänzlich. Die östliche Gemeindegrenze ist identisch mit der zwischen 1920 und 1939 bestehenden Trennungslinie zwischen Deutschland und Polen (siehe Polnischer Korridor). Das Gemeindegebiet wird von kleineren Flüssen durchzogen, darunter die Glomia (Glumia), Skicka Struga (Kietzer Bach) und die Śmiardówka (Katzenbach).
Die Nachbargemeinden der Gmina Złotów sind: Die Stadt Złotów sowie die Gemeinden Jastrowie (Jastrow), Krajenka (Krojanke), Lipka (Linde), Łobżenica (Lobens), Okonek (Ratzebuhr), Tarnówka (Tarnowke), Wysoka (Wisseck/Weißeck) und Zakrzewo (Buschdorf).

## Gemeindegliederung
Zur Landgemeinde Złotów gehören 45 Ortschaften, die 27 Ortsteilen („Schulzenämter“) zugeordnet sind.
- Ortsteile:

| - Bielawa (Mariannenhof) - Blękwit (Blankwitt) - Bługowo (Blugowo, 1939–45 Wehlehof) - Buntowo (Buntowo, 1939–45 Seefelde) - Dzierzążenko (Gresonser Feld) - Franciszkowo (Franziskowo) - Górzna (Gursen) - Józefowo (Josephowo) - Kamień (Hohenfier) - Kleszczyna (Kleschin, bis 1909 Klesczin) - Klukowo (Klukowo, 1928–45 Blankenfelde) - Krzywa Wieś (Krummenfließ) - Międzybłocie (Stadtbruch) - Nowa Święta (Neu Schwente) | - Nowiny (Nowinni, 1939–45 Bruchhof) - Nowy Dwór (Neuhof) - Pieczynek (Neu Petzin) - Płosków (Friedrichsbruch) - Radawnica (Radawnitz) - Rudna (Ruden) - Skic (Skietz, 1939–45 Kietz) - Sławianowo (Slawianowo, 1939–45 Steinmark) - Stare Dzierząźno (Gresonse) - Stawnica (Stewnitz) - Święta (Schwente) - Wąsosz (Wonzow) - Zalesie (Petzin) |

Übrige Ortschaften: Bługowiec, Gajek, Grodno (Bergelau), Kaczochy (Karlshof), Kleszczynka (Wilhelmsee), Kobylnik (Kobilnik), Krzywa Wieś-Leśniczówka (Krummengließ-Forst), Łopienko (Buhental), Nowa Kleszczyna (Neu Kleschin), Nowa Święta-Leśniczkówka (Neu Schwente-Forst), Nowa Święta-Osada (Neu Schwente-Siedlung), Nowiny-Osada (Bruchhof-Siedlung), Pieczyn (Louisenhof), Rosochy (Roßochen), Sławianówko (Slawianowko), Stawnicki Młyn, Stawno und Wielatowo (Lindenhof).

## Persönlichkeit aus dem Gemeindegebiet
Blankwitt, heute polnisch Blęwit
- Herbert Pankau (1941–2025), deutscher Fußballspieler